# La Mixture
 (juin 2016).

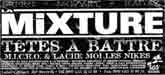

La Mixture est un groupe de rap strasbourgeois fondé dans les années 1990, composé de 4 membres : Kadaz, Moz, Frero et DJ Antar.
Le groupe se fera connaître nationalement et internationalement à la suite de la sortie du EP « Les Têtes à battre » sorti en 1998, puis grâce au titre « Le Dos au mur » sorti en 1998 sur la compilation de Dj Cut 
Killer « Opération Freestyle » - Album d'argent en 1999.
Le titre « Le dos au mur » sortira également sur le EP Le Prologue en 1998 (plus de 100.000 exemplaires). Le groupe a enregistré un nouveau EP vers 2000, dont seul 1 titre "Sans Pitié" a été dévoilé au public. La Mixture était aussi membre fondateur du label Sans Pitié qui regroupait les groupes Klaxatip et Chenapants. Il semblerait que le groupe ait ensuite cessé d'être actif. Mais les membres du groupe toujours actifs dans le business de la musique sortiront différents projets solo ...

## Biographie

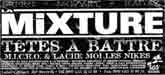

### Début du groupe
La Mixture né de la fusion du Colorz et du Royal.
Kadaz rencontre Mariano sur les bancs du LEP (Lycée d'Enseignement Professionnel) et créent avec DJ Az le groupe Le Royal en 1992. 

## Discographie
- 1997 : « Sans faire couler le sang » sur l'album « Si Dieu veut… » de la Fonky Family, Sony France
- 1998 : « Les têtes à battre » (Maxi vinyle)
- 1998 : « Le dos au mur » sur Opération Freestyle, Small/Sony
- 1998 : « Le dos au mur » sur Le Prologue, Small/Sony